# Соколско друштво „Бошко Југовић” Трстеник
Соколско друштво „Бошко Југовић” основано је у Трстенику између два рата са циљем физичког и моралног васпитања младих Трстеничана по Тиршовом соколском систему.

## Историјат соколског покрета
Када је Србија потпала под османску власт крајем 14. и током 15. века, временом су се изгубили средњовековни такмичарски облици физичке културе (мегдани, физичка надметања). За време турске власти, српски народ није могао да се бави традиционалним облицима надметања, а потчињена властела је могла да увежбава ратне вештине само за потребе својих господара Турака. Сукоби турске и аустроугарске царевине отворили су пут ка ослобођењу Србије, а оно ка формирању грађанског слоја који ће бити носилац просветитељских идеја у Србији 19. века.
Управо ће овај градски слој прихватити идеје соколства које су се из Чешке прошириле свуда по Европи, а највише по словенским земљама. Соколски покрет настао је у Чешкој 1862. године као покушај да се пробуди национална свест чешког народа кроз окупљање и унапређивање физичке и моралне снаге народа.
Ова организација добила је заједничко словенско име „Соко“, као симбол срчаности, јунаштва и племенитости. Соколи (вежбачи) су носили црвене кошуље и капе на којима се налазило перо птице соко, што је био симбол припадности овој организацији. Чланови соколских организација могли су бити припадници свих друштвених слојева што је и довело до масовности овог покрета. Блискост и једнакост међу члановима се исказивала и у међусобним обраћањима, јер нису користили форму персирања.
На Свесоколским слетовима и уличним дефилеима је истицана бројност, повезаност и сложност словенских народа. Соколство као покрет је имало значајног удела у националној, моралној и физичкој припремљености словенских народа у борби за своје национално ослобођење.
Иако је формално-правну независност Србија стекла тек 1878. године на Берлинском конгресу, због остварених контаката са другим народима, већ почетком 19. века почињу да се појављују разни облици физичке културе. Први облик физичког васпитања у некој српској школи се појавио 1808. године, у оквиру предвојничке обуке у Великој школи у Београду.
У јавним школама физичко васпитање кроз предмет гимнастика се факултативно уводи 1844. године, школским законом који предвиђа бављење физичким вежбањем за ученике гимназије. Због недостатака стручних кадрова и материјалних услова, настава се тешко спроводила. Тек је Законом о устројству основних школа из 1863. држава одобрила средства за набавку потребних гимнастичких справа и за плаћање учитеља гимнастике, што се може сматрати прекретницом за положај физичког васпитања у систему образовања.
Оснивањем првих приватних школа за телесно вежбање у Србији, јавили су се организовани облици физичког вежбања. У почетку су биле само школе мачевања (фехтовања). Поред школа мачевања, биле су познате и школе пливања, борења и гимнастике. Међу њима се издваја школа академског сликара Стеве Тодоровића, која се звала “Прво српско друштво за гимнастику и борење”, основана 1857. године. 
Увођењем чешког соколског система у српске школе 1908. године, дошло је до дефинитивног одвајања гимнастике од војног вежбања.
Године 1909. ова грађанска гимнастичка друштва се уједињују у Савез соколских друштава “Душан Силни”, а следеће, 1910. године, организовали су Први српски свесоколски слет, који је био међународног карактера. Ова друштва су била претеча модерних спортских клубова. 
Соколски рад је забрањиван више пута. Прва забрана је изречена 1914. године од стране аустроугарске власти због, према њиховом мишљењу, великосрпске пропаганде и коришћења соколства ради чишћења српских земаља од власти аустроугарске круне. Друга забрана је изречена 1945. године, по окончању Другог светског рата, због краљевске породице Карађорђевић која је била (и остала до данас) покровитељ соколског покрета у Србији.
У Србији су соколска удружења постала масовна у време краља Александра Карађорђевића, кад се свуда по Србији граде велике гимнастичке хале – соколане. Одржавала су се бројна такмичења у гимнастици и другим спортовима, а на великим соколским слетовима у иностранству учествовали су и наши младићи.